# Samuel W. Bodman
Samuel Wright Bodman (Chicago, 1938. -) je američki ministar za energetiku u administraciji Georgea W. Busha.
Bodman ima diplomu s MIT-a gdje je neko vrijeme bio i predavač. Nakon toga je imao važne položaje u nizu američkih korporacija.
Godine 2001. predsjednik Bush ga je imenovao zamjenikom ministra za trgovinu, a 2003. je postao zamjenikom ministra financija. 10. prosinca 2004. je nakon ostavke Spencera Abrahama imenovan novim ministrom za energetiku. Senat je taj izbor potvrdio 31. siječnja 2005. godine, a Bodman preuzeo dužnost sljedeći dan.

## Vanjske poveznice
- Department of Energy bio  Arhivirana inačica izvorne stranice od 11. lipnja 2008. (Wayback Machine)
- Treasury Department bio  Arhivirana inačica izvorne stranice od 23. prosinca 2004. (Wayback Machine)
- Samuel Bodman's political donations  Arhivirana inačica izvorne stranice od 12. svibnja 2005. (Wayback Machine)